# Philippe Barakat
Théophile Philippe Barakat (* 1. Juli 1952 in Zeidal, Gouvernement Homs, Syrien; † 13. Juni 2020 in Homs) war ein syrischer Geistlicher und syrisch-katholischer Erzbischof von Homs.

## Leben
Philippe Barakat empfing nach seiner theologischen Ausbildung im Charfeh-Seminar im Libanon und der Universität Kaslik am 15. August 1976 das Sakrament der Priesterweihe für die syrisch-katholische Erzeparchie Homs. Er war als Pfarrer, Diözesanökonom und Protosynkellos (Generalvikar) tätig. Im Jahr 2006 erhob ihn Erzbischof Théophile Georges Kassab in den Rang eines Chorbischofs. Nach dem Tod Théophile Georges Kassabs verwaltete er die Erzeparchie als Patriarchaladministrator.
Am 15. April 2016 bestätigte Papst Franziskus seine durch die Synode der Syrisch-katholischen Kirche erfolgte Wahl zum Erzbischof von Homs, Hama und Nabk. Der syrisch-katholische Patriarch von Antiochia, Ignatius Joseph III. Younan, spendete ihm am 7. Mai desselben Jahres die Bischofsweihe. Mitkonsekratoren waren der Erzbischof von Damaskus, Gregorios Elias Tabé, und der Erzbischof von Bagdad, Yousif Abba.
Philippe Barakat wies immer wieder in der internationalen Presse auf die Lage Syriens hin. Er klagte Europa an, die zentrale Rolle Saudi-Arabiens im Syrien-Krieg aus wirtschaftlichen Interessen zu verschweigen. Er äußerte sich ebenso zur Lage der Christen im Nahen Osten, speziell in Syrien und im Irak.
Er starb im Juni 2020 im 68. Lebensjahr an den Folgen eines Herzleidens.